# Equipe estoniana na Copa Davis
A equipe estoniana na Copa Davis representa a Estônia na Copa Davis, principal competição de tênis masculina por equipes do mundo. É administrada pela Estonian Tennis Association.